# Karaorman, Menemen
Karaorman là một xã thuộc huyện Menemen, tỉnh İzmir, Thổ Nhĩ Kỳ. Dân số thời điểm năm 2010 là 84 người.